# SRI Consulting
SRI Consulting(简称SRIC)是PBI Media旗下一家从事化工咨询的公司，主要为客户提供各种专业的化工报告。总部位于美国加利福尼亚。